# Ghods Mohajer
Le Qods Mohajer (en persan : مهاجر, "migrateur") est un drone iranien monomoteur, construit par la Qods Aviation Industry (en) avec quatre modèles principaux entre les années 1980 et 2020. La famille Mohajer est principalement utilisée pour la reconnaissance, et compte parmi les drones iraniens les plus reconnus et les plus matures.
Le Mohajer-1 est utilisé durant la guerre Iran-Irak à des fins de surveillance du champ de bataille. Le Mohajer-2 est développé dans les années 1990 et doté d'une amélioration de l'avionique et de portée. Il reste en service actuellement. Le Mohajer-4 constitue une nouvelle amélioration incrémentale, tant en matière d'autonomie que de portée et de capacité de surveillance. La dernière version majeure, le Mohajer-6, est un drone de combat avec un emport de 2 munitions, voir de 4 munitions pour sa version 2020.
Le Mohajer est utilisé à la fois par l'armée régulière iranienne et le corps des Gardiens de la Révolution. Il a été exporté pour des pays alliés de l'Iran au Moyen-Orient, et a été utilisé lors des guerres civiles syrienne et irakienne. De plus, le Mohajer-2 est fabriqué sous licence au Venezuela sous le nom d'Arpia.